# Mimas virescens-centripuncta
Mimas virescens-centripuncta är en fjärilsart som beskrevs av Tutt 1902. Mimas virescens-centripuncta ingår i släktet Mimas och familjen svärmare. Inga underarter finns listade i Catalogue of Life.